# Astragalus hotianensis
Astragalus hotianensis es una especie de planta del género Astragalus, de la familia de las leguminosas, orden Fabales.

## Distribución
Astragalus hotianensis se distribuye por China.

## Taxonomía
Fue descrita científicamente por S. B. Ho. Fue publicada en Bull. Bot. Res., Harbin 3(1): 68 (1983).